# 韶山站
韶山站，位于中华人民共和国湖南省湘潭市韶山市清溪镇，是韶山铁路上的火车站，建于1967年。车站目前由中国铁路广州局集团娄底车务段管辖，目前办理旅游研学列车客运业务及整车货物运输。

## 歷史

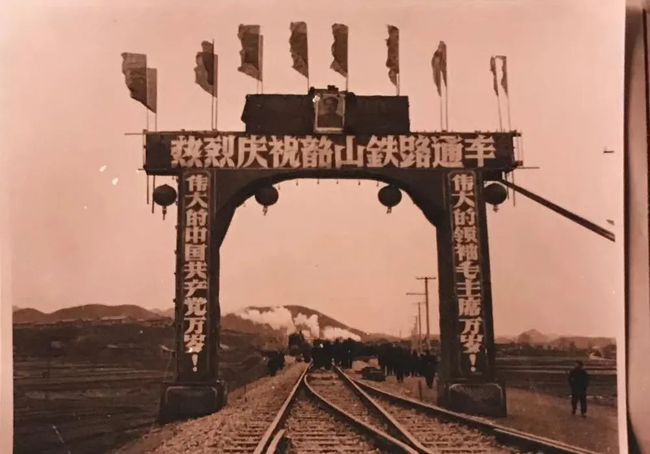
1967年12月28日韶山铁路通车运营

1966年在长沙铁道学院红卫兵的建议下，铁道部决定修建通往毛泽东故居的韶山站。韶山站原计划直接设立于韶山冲附近，但因会破坏毛泽东故居周围的环境，周恩来总理指示韶山站不伸入韶山冲，并应留下5公里缓冲距离。车站原定于1967年12月26日、毛泽东诞辰纪念日当天随韶山铁路一齐开通。但因被毛泽东反对：“绝对权威的提法不妥……大树特树的说法也不妥”，通车日期随之延后到12月28日。
车站在运营初期不办理货运业务。1987年4月，韶山区政府和长沙铁路分局合资兴建韶山货场。货场于当年6月动工，11月竣工，车站随之开办货运业务。
2003年，广铁集团投入120万元人民币翻修了韶山站的站房。站房外墙由泥黄色刷为淡果绿色，联通的站前广场不同的分区，作为毛泽东诞辰110周年的献礼。
随着公路的发展以及沪昆客运专线韶山南站的建成，韶山站的客流量日益减少，车站的客运功能于2017年1月5日起随5365/5366次列车（每日开行）和T8321/8322次列车（周末开行）两对列车停运而停运。2018年，韶山站站房被韶山市确立为县级文物保护单位。
2021年湖南省政府推出韶山——井冈山“两山”红色旅游铁路专线，因此计划重新开通韶山站的客运业务。为此广铁集团怀化房建公寓段于2021年1月开始对站里既有房建设备进行了整治修复，预计于5月下旬完成。
自2024年3月23日起，广铁集团与湖南省委、省政府共同组织开展“我的韶山行”中小学生红色研学活动，自湖南各地市车站开出研学专列抵达韶山站，本站客运业务也演变为主要承接旅游研学列车始发终到业务。

## 车站结构

### 站房
韶山站站房为中间高略向前、两翼低略向后的平顶式建筑，面积3557平方米。站房设有多幅艺术品：候车室外悬挂毛泽东标准像，候车室内悬挂两幅巨幅油画：《毛主席走出韶山冲》、《开国大典》，除此之外还悬挂有一句毛泽东语录。

### 站场
韶山站设有4条旅客列车到发线和1条货车到发线，有效长394米。车站货场设有货物装卸线1条，有效长240米；雨棚1座、露天货位3处。
| 站房 |          | 货车到发线 |
| 站房 | 岛式站台 |            |
| 站房 | 侧线     |            |
| 站房 | 机走线   |            |
| 站房 | 侧线     |            |
| 站房 | 岛式站台 |            |
| 站房 | 侧线     |            |

## 文物保护
2024年12月31日，车站以韶山火车站的名义被湖南省人民政府公布为第十二批湖南省文物保护单位。